# Festival d'échecs de Hoogeveen
Le festival d'échecs de Hoogeveen est une compétition d'échecs organisée chaque année, en octobre, depuis 1997 à Hoogeveen. Elle comprend un tournoi open et un tournoi qui oppose quatre joueurs.

## Histoire du tournoi
De 1997 à 1999, le tournoi était appelé tournoi VAM.
De 2000 à 2008, il était sponsorisé par la société Essent. De 2009 à 2014, le tournoi était sponsorisé par la société d'assurance Univé (Univé Schaaktoernooi).
De 1997 à 2013, le tournoi principal, le Kroengroep, était tournoi à deux tours.
Depuis 2014, le tournoi principal est constitué de deux matchs de six parties. En 2014, Anish Giri battit Alexeï Chirov et Baadur Jobava gagna contre Jan Timman sur le même score (4,5-1,5).

## Palmarès du tournoi fermé (Kroongroep)
| Édition Année | Édition Année | Vainqueur(s)                       | Points (/ 6) | Deuxième(s)                      | Points | Troisième              | Points | Quatrième           | Points |
| ------------- | ------------- | ---------------------------------- | ------------ | -------------------------------- | ------ | ---------------------- | ------ | ------------------- | ------ |
| 1             | 1997          | Emil Sutovsky                      | 5            | Judit Polgar Loek van Wely       | 3      |                        |        | Vassily Smyslov     | 2      |
| 2             | 1998          | Judit Polgar                       | 5            | Jan Timman                       | 3,5    | Boris Spassky          | 2,5    | Tal Shaked          | 1      |
| 3             | 1999          | Jan Timman Judit Polgar            | 3,5          |                                  |        | Anatoli Karpov         | 2,5    | Darmen Sadvakassov  | 2      |
| 4             | 2000          | Aleksandr Khalifman                | 5,5          | Jan Timman                       | 3      | Aleksandr Galkine      | 2      | Judit Polgar        | 1,5    |
| 5             | 2001          | Judit Polgar Loek van Wely         | 3,5          |                                  |        | Viktor Kortchnoï       | 3      | Lázaro Bruzón       | 2      |
| 6             | 2002          | Peter Acs                          | 4            | Judit Polgar Aleksandr Khalifman | 3      |                        |        | Loek van Wely       | 2      |
| 7             | 2003          | Judit Polgar                       | 4            | Ivan Sokolov Levon Aronian       | 3      |                        |        | Anatoli Karpov      | 2      |
| 8             | 2004          | Ivan Sokolov                       | 4,5          | Nigel Short                      | 3      | Daniël Stellwagen      | 2,5    | Magnus Carlsen      | 2      |
| 9             | 2005          | Pentala Harikrishna                | 4            | Ivan Sokolov                     | 3,5    | Emil Sutovsky          | 2,5    | Antoaneta Stefanova | 2      |
| 10            | 2006          | Shakhriyar Mamedyarov Judit Polgar | 4,5          |                                  |        | Veselin Topalov        | 2,5    | Ivan Sokolov        | 0,5    |
| 11            | 2007          | Shakhriyar Mamedyarov              | 4,5          | Lok van Wely                     | 4      | Ruslan Ponomariov      | 3,5    | Zaven Andriasian    | 0      |
| 12            | 2008          | Ivan Sokolov                       | 5            | Ahmed Adly Jan Smeets            | 2,5    |                        |        | Marie Sebag         | 2      |
| 13            | 2009          | Sergei Tiviakov                    | 3,5          | Vassili Ivantchouk Anish Giri    | 3      |                        |        | Judit Polgar        | 2,5    |
| 14            | 2010          | Maxime Vachier-Lagrave             | 4,5          | Alekseï Chirov                   | 3,5    | Anish Giri             | 3      | Sergei Tiviakov     | 1      |
| 15            | 2011          | Vladimir Kramnik                   | 4,5          | Anish Giri                       | 3      | Maxime Vachier-Lagrave | 2,5    | Judit Polgar        | 2      |
| 16            | 2012          | Hikaru Nakamura                    | 4,5          | Sergei Tiviakov                  | 3      | Anish Giri             | 2,5    | Hou Yifan           | 2      |
| 17            | 2013          | Wesley So                          | 4,5          | Michael Adams Robin van Kampen   | 3      |                        |        | Loek van Wely       | 1,5    |

## Matchs (depuis 2014)
| Édition Année | Édition Année | Vainqueurs                                          | Points (/ 6)                                        | Adversaires                                         | Points                                              |
| ------------- | ------------- | --------------------------------------------------- | --------------------------------------------------- | --------------------------------------------------- | --------------------------------------------------- |
| 18            | 2014          | Anish Giri Baadur Jobava                            | 4,5                                                 | Alexeï Chirov Jan Timman                            | 1,5                                                 |
| 19            | 2015          | Jan Timman Sopiko Guramishvili                      | 3,5 5,5                                             | Jorden van Foreest Anna-Maja Kazarian               | 2,5 0,5                                             |
| 20            | 2016          | Nigel Short Ivan Sokolov                            | 3,5                                                 | Hou Yifan Jorden van Foreest                        | 2,5                                                 |
| 21            | 2017          | Vassili Ivantchouk Jorden van Foreest               | 3 (+ 2)                                             | Wei Yi Baskaran Adhiban                             | 3 (+ 0)                                             |
| 22            | 2018          | Peter SvidlerVladimir Fedosseïev                    | 3,53 (+ 2)                                          | Samuel ShanklandJorden van Foreest                  | 2,53 (+ 1)                                          |
| 23            | 2019          | Alireza FirouzjaJan Timman                          | 4,53,5                                              | Jorge CoriZhansaya Abdumalik                        | 1,52,5                                              |
| 24            | 2021          | Seulement des tournois open sont organisés en 2021. | Seulement des tournois open sont organisés en 2021. | Seulement des tournois open sont organisés en 2021. | Seulement des tournois open sont organisés en 2021. |
| 25            | 2022          | Daniel DardhaLucas van Foreest                      | 3 (+ 2)4                                            | Max WarmerdamLuke McShane                           | 3 (+ 0)2                                            |

## Tournoi open

### Multiples vainqueurs du tournoi open
3 titres
- Mikhaïl Gourevitch (en 1999, 2001 et 2004)
- Sipke Ernst (en 2010, 2011 et 2019)

2 titres
- Victor Mikhalevski (en 1998 et 2014)
- Sergei Tiviakov (en 1999 et 2011)
- Stewart Haslinger (en 2008 et 2009)
- Friso Nijboer (en 2008 et 2012)
- Abhijeet Gupta (en 2015 et 2016)

### Palmarès du tournoi open
- 1997 : Lembit Oll, Lev Psakhis et Ian Rogers
- 1998 : Victor Mikhalevski, Dimitri Reinderman, Karel van der Weide (Pays-Bas),  Einar Gausel
- 1999 : Mikhaïl Gourevitch, Aleksandar Berelovits (Ukraine), Zvulon Gofshtein, Sergei Tiviakov, Rustam Qosimjonov
- 2000 : Vladimir Epichine, Semion Dvoïris
- 2001 : Mikhaïl Gourevitch
- 2002 : Evgueni Alekseïev
- 2003 : Ernesto Inarkiev, Zviad Izoria
- 2004 : Mikhaïl Gourevitch, Zhang Pengxiang
- 2005 : Vladimir Baklan
- 2006 : Ivan Chéparinov, Jan Werle
- 2007 : Eltaj Safarli
- 2008 : Friso Nijboer, Alexandr Fier, Stewart Haslinger
- 2009 : Stewart Haslinger (Angleterre)
- 2010 : Viatcheslav Ikonnikov (Russie), Erwin l'Ami, Sipke Ernst (Pays-Bas), Daniele Vocaturo et Alessandro Bonafede (Italie)
- 2011 : Sergei Tiviakov, Robin van Kampen, Sipke Ernst (Pays-Bas)
- 2012 : Erwin l'Ami et Friso Nijboer
- 2013 : Maxim Rodshtein
- 2014 : Victor Mikhalevski
- 2015 : Abhijeet Gupta
- 2016 : Abhijeet Gupta
- 2017 : Roeland Pruijssers (Pays-Bas)[7]
- 2018 : Bassem Amin
- 2019 : Spike Ernst, après départage avec Javokhir Sindarov, Jan Werle et Viktoria Kirtcheï
- 2021 : Robin Swinkels (Pays-Bas), tournoi en six rondes[8]
- 2022 : Robert Hovhannissian[9], vainqueur de la finale à quatre (après sept rondes du tournoi open) devant Nico Zwirs (Pays-Bas, finaliste), Bharath Subramaniyam H (Inde, troisième) et Ievgueni Romanov (quatrième)[10]
- 2023 : Lorenzo Lodici (8/9)[11]